# Porroglossum mordax
Porroglossum mordax är en orkidéart som först beskrevs av Heinrich Gustav Reichenbach, och fick sitt nu gällande namn av Herman Royden Sweet. Porroglossum mordax ingår i släktet Porroglossum och familjen orkidéer.
Artens utbredningsområde är Colombia. Inga underarter finns listade i Catalogue of Life.